# Hortense Béwouda
Hortense Béwouda (née le 19 octobre 1978) est une athlète camerounaise, spécialiste du 400 mètres. 

## Biographie
En 2002, elle représente l'Afrique sur le relais 4 × 400 m de la coupe du monde des nations, en compagnie de Maria Mutola, Mireille Nguimgo et Kaltouma Nadjina. Elles terminent 4e en 3 min 26 s 84.
En 2003, elle établit le record national du 4 × 400 m, avec Carole Kaboud, Delphine Atangana et Mireille Nguimgo, en finale des championnats du monde, où elles terminent 7e (3 min 27 s 08). Quelques mois plus tard, elle décroche la médaille d'argent aux Jeux Africains, avec Carole Kaboud, Mireille Nguimgo et Muriel Ahanda (3 min 31 s 52).
En 2004, elle obtient 2 médailles de bronze aux championnats d'Afrique : sur 400 m (51 s 15) et sur 4 × 400 avec Carole Kaboud, Delphine Atangana et Muriel Ahanda (3 min 30 s 77).

### Palmarès
| Date | Compétition            | Lieu        | Résultat | Épreuve   | Performance   |
| ---- | ---------------------- | ----------- | -------- | --------- | ------------- |
| 2000 | Championnats d'Afrique | Alger       | 3e       | 4 x 100 m | 46 s 97       |
| 2000 | Championnats d'Afrique | Alger       | 1re      | 4 × 400 m | 3 min 32 s 89 |
| 2003 | Jeux africains         | Abuja       | 2e       | 4 × 400 m | 3 min 31 s 52 |
| 2004 | Championnats d'Afrique | Brazzaville | 3e       | 400 m     | 51 s 15       |
| 2004 | Championnats d'Afrique | Brazzaville | 3e       | 4 × 400 m | 3 min 30 s 77 |

### Records
Elle détient le record du Cameroun du 4 × 400 m établi avec Carole Kaboud Mebam, Delphine Atangana et Mireille Nguimgo en finale des championnats du monde 2003.
| Épreuve   | Épreuve   | Performance   | Lieu  | Date          |
| --------- | --------- | ------------- | ----- | ------------- |
| 4 × 400 m | Plein air | 3 min 27 s 08 | Paris | 312 août 2003 |
| 400 m     | Plein air | 51 s 04       | Alger | 24 juin 2004  |